# Everybody (песня DJ BoBo)
«Everybody» — сингл швейцарского музыканта, певца, продюсера DJ BoBo с дебютного альбома Dance with Me, вышедший в 1993 году. Это единственный сингл DJ BoBo, получивший платину в Германии. Джеймс Гамильтон (Dance Upbeat) назвал трек хитом, охарактеризовав его как «легкий поп-регги» в духе Ace of Base.
Видеоклип к песне снимали на улицах Портовенере, Италия; режиссёр — Giacomo De Simone (Corona, Ice MC, Whigfield). Существует также видео с концерта, доступное на официальном канале DJ BoBo (по состоянию на сентябрь 2020 года его просмотрели 55,2 млн раз).
Перезаписанная версия песни с вокалом шведской певицы Эмилии вошла в сборник Celebration. В 2013 году композиция вновь была перезаписана с участием румынской певицы Инны для сборника Reloaded.

## Список композиций
| №                   | Название                         | Длительность |
| ------------------- | -------------------------------- | ------------ |
| 1.                  | «Everybody» (Radio Mix)          | 3:51         |
| 2.                  | «Everybody» (4 on the Floor Mix) | 6:12         |
| 3.                  | «Let Yourself Be Free»           | 4:20         |
| 4.                  | «Everybody» (First Edition)      | 3:53         |
| Общая длительность: | Общая длительность:              | 18:13        |

## Чарты
| Страна         | Чарт                        | Позиция |
| -------------- | --------------------------- | ------- |
| Австралия      | ARIA Charts                 | 24      |
| Великобритания | The Official Charts Company | 31      |
| Германия       | Media Control Charts        | 2       |
| Исландия       | Íslenski listinn            | 8       |
| Нидерланды     | Mega Top 100                | 12      |
| Нидерланды     | Nederlandse Top 40          | 10      |
| Финляндия      | Suomen virallinen lista     | 1       |
| Швейцария      | Schweizer Hitparade         | 3       |
| Швеция         | Sverigetopplistan           | 20      |

## Сертификации
| Дата | Страна   | Значение   | Всего продано |
| ---- | -------- | ---------- | ------------- |
| 1993 | Германия | платиновый | 500 000+      |